# 스트로베리 패스
스트로베리 패스(ストロベリー・パス, Strawberry Path)는 일본의 싸이키델릭 록 밴드이다. 이후 플라이드 에그(Flied Egg)라는 이름으로도 활동했다..

## 개요
일본 최고의 기타리스트로 평가받던 나루모 시게루가 푸드 브레인을 갓 탈퇴한 츠노다 히로와 함께 결성한 밴드이다. 요코하마에서 인기를 얻던 파워 하우스의 야나기 조지가 가세해서 집시 아이즈라는 밴드명으로도 잠시 활동했지만 야나기 조지는 곧 활동을 그만두었다.

## 大烏が地球にやってきた日
71년 발표된 스트로베리 패스의 유일작으로 히트곡 메리 제인으로 유명하다. 이 곡은 츠노다 이름으로 싱글까지 발매되어 200만장 이상 팔렸다. 이후 CM송에까지 들어갈 정도로 인기를 얻었다.
공연은 주로 나루모와 츠노다가 했지만 앨범 녹음에는 몇몇 게스트가 참여했고 야나기 조지도 한곡 불렀다.
사운드는 프로콜 하럼과 유라이어 힙의 영향력이 느껴지며 긴 연주곡과 싸이키델릭, 프로그레시브 곡들로 이루어져있다.
자켓은 가면라이더의 인기 만화가 이시노모리 쇼타로의 작품.

## 음반 목록
- 1971 大烏が地球にやってきた日 / When The Raven Has Come To The Earth
- 1972 Dr. Siegel's Fried Egg Shooting Machine
- 1972 Good Bye